# Eje central (métro de Mexico)
Eje central est une station de la Ligne 12 du métro de Mexico, dans la délégation Benito Juárez.

## La station
La station est ouverte en 2012.
Son nom fait référence à l’Eje Central (gare centrale des trolleybus) toute proche. Son symbole est donc un trolleybus, allusion au réseau de trolleybus de Mexico: l’eje central Lazaro Cardenas est en service depuis 1954, entre les gares routières (Central Camionera) Nord et Sud.